# Kliopsyllus laurenticus
Kliopsyllus laurenticus är en kräftdjursart som först beskrevs av Nicholls 1939.  Kliopsyllus laurenticus ingår i släktet Kliopsyllus och familjen Paramesochridae. Inga underarter finns listade i Catalogue of Life.